# Теорія економічного зростання
Теорії економічного зростання — розділ в макроекономіці, який вивчає питання довготермінового економічного зростання. Проте ці теорії не пояснюють економічних криз та інших короткотермінових явищ.

## Фактори виробництва
| Фактори виробництва          | Кількісні показники фактора                | Заходи повного використання та підвищення ефективності                                                       | Показник ефективності використання              |
| 1. Природні ресурси          | Показник для кожного конкретного виду      | Комплексна і глибока переробка                                                                               | Ресурсомісткість продукції                      |
| 2. Трудові ресурси           | Чисельність населення в працездатному віці | Підвищення рівня освіти, поліпшення здоров'я вдосконалення організації праці                                 | Продуктивність праці                            |
| 3. Основний капітал          | Вартість                                   | Вдосконалення організації виробництва                                                                        | Фондовіддача                                    |
| 4. Науково-технічний прогрес | Витрати на нову техніку, технології тощо   | Розвиток сфери наукових досліджень та дослідницько-конструкторських розробок, впровадження їхніх результатів | Підвищення ефективності суспільного виробництва |

## Моделі економічного зростання
- Кейнсіанська(моделі): Харрода, Домара, Робінсон;
- Неокласична(виробничі функції): Кобба-Дугласа, Кобба-Дугласа-Тінбергена, Солоу, Міда, Денісона, Трапєзнікова;
- Інституційна(моделі): Кузнеця, Шульца

## Модель Харрода
Р. Харрод досліджував три альтернативні траєкторії економічного зростання: за умов забезпечених, оптимальних і реальних темпів.
Забезпечений темп зростання (у ранніх працях — гарантований) зумовлюється бажаними заощадженнями, які інвестуються в реальний капітал за умови невтручання держави у процес заощадження та інвестування.
Забезпечений темп зростання залежить від факторів, які його детермінують, зокрема від фази циклу: буму чи рецесії. За низьких темпів розвитку бажані заощадження вищі за інвестиції, за умови зростання темпів — інвестиції збільшуються швидше, ніж заощадження, зумовлені рівнем доходу. Це твердження оцінюється як динамічна версія принципу акселератора.
Природний, або оптимальний темп зростання, — це максимально можливий темп розвитку економіки при повному використанні наявних ресурсів, відповідає соціальному оптимуму. Рівень заощаджень має регулювати суспільство відповідно до необхідного рівня інвестицій. Досягнення оптимального темпу потребує проведення монетарної та фінансової політики уряду для коригування норми заощадження.
Реальний (фактичний) темп зростання визначається заощадженнями та інвестиціями, які реалізовані, і, як правило, відхиляється від забезпеченого та оптимального темпів зростання.

## Модель Харрода— Домара[1]
1. Вирішальною умовою динамічної рівноваги ринкової економіки є усталені темпи економічного зростання;
2. Інвестиції відіграють вирішальну роль у забезпеченні зростання доходу, що сприяє розширенню зайнятості, запобігає виникненню недовантаженості підприємств і безробіття;
3. Заощадження трансформуються в інвестиції, які завдяки додатковому запасу капіталу і, отже, додатковому виробничому потенціалу, забезпечують більший дохід у майбутньому періоді, тому більший сукупний дохід, у свою чергу, гарантує більший обсяг заощаджень, інвестицій, капіталу і, таким чином, ще більший дохід та вищі темпи економічного зростання;
4. Досягнення динамічної рівноваги та економічного зростання є результатом державного втручання в економіку.

## Модель Кобба— Дугласа
{\displaystyle Y=A\times K^{\alpha }\times L^{\beta }}
де Y — обсяг виробництва, доходу;
K — витрати капіталу;
L — витрати праці;
A — коефіцієнт пропорційності або масштабності;
α та β — коефіцієнти еластичності обсягів виробництва (доходу) на 1 % приросту відповідних факторів.
Факторний аналіз виробництва дав змогу зробити такі висновки: за умови, що обсяг виробництва є функцією тільки капіталу і праці, зростання кожного з цих факторів у певну кількість разів веде до зростання обсягу виробництва в стільки ж разів, якщо продуктивність праці та ефективність використання капіталу залишаються незмінними (описується екстенсивний тип економічного зростання). Модель Кобба–Дугласа була створена як інструмент аналізу на макрорівні. Її макроекономічна спрямованість виявляється у припущенні про повну взаємозамінність виробничих ресурсів, що можливо лише на макрорівні.

## Модель Солоу— Свона
Основною неокласичною моделлю економічного зростання є модель Солоу — Свона, запропонована 1956 року американським вченим Робертом Солоу і австралійським ученим Тревором Своном (1918—1989) незалежно один від одного.
Модель Солоу — Свона є одною з найпопулярніших екзогенних моделей з 1950-х років. Вона розглядає залежність виробництва від праці і капіталу. Частина виробленого спрямовується на споживання, а залишок — на інвестиції. Частка загального випуску, що інвестується, називається, «нормою зберігання». Модель показує, що при постійних нормі зберігання та продуктивності праці у економіки є стаціонарний стан, в якому інвестиції в капітал на душу населення будуть рівними швидкості його вибуття. Таким чином економічного зростання на душу населення не буде, а загальне економічне зростання буде рівним зростанню кількості населення. У випадку збільшення норми зберігання споживання може як зрости, так і зменшитися. У випадку же постійного рівня цієї норми, але непостійної продуктивності праці довготермінове економічне зростання буде рівним швидкості зростання цієї продуктивності праці.

## Шляхи вирішення проблеми економічного зростання в Україні
1. Створення регіональних центрів з інформаційної, фінансової підтримки малого бізнесу та його правового супроводження.
Подібні центри повинні мати розгалужену структуру і охоплювати всі регіони України, їхня діяльність має полягати в наданні інформації з питань законодавства щодо врегулювання підприємницької діяльності, то вирішуються на рівні місцевої влади; маркетингових послуг — інформації про можливості виходу на нові ринки, пошук потенційних партнерів, про можливості та умови виходу на іноземні ринки, про державні та приватні іноземні програми економічного сприяння, про можливості отримання грантів, допомогу щодо розробки та оформлення документів для отримання кредиту тощо. Одним з обов'язкових напрямків діяльності подібних центрів має стати допомога у підготовці управлінського персоналу для новостворених підприємницьких структур та їхнє правове супроводження протягом одного-двох років.
2. Активізація діяльності місцевих органів самоврядування на ринку запозичень — випуск облігацій місцевих займів, інших цінних паперів.
Ряд невдалих спроб окремих органів місцевого самоврядування в Україні призвів до незаслуженого знехтування цим джерелом залучення інвестицій. Причина насамперед у недостатній кількості в органах місцевої влади кваліфікованих фінансових менеджерів, здатних прорахувати ефективність інвестиційного проекту, термін його окупності та провести кампанію із залучення достатнього фінансування обраного проекту. Для поліпшення ситуації у цьому напрямку, на нашу думку, державі варто розробити програму з надання інформаційних послуг органам місцевого самоврядування щодо операцій на ринку займів, створити кілька пілотних проектів в окремих регіонах та на їхньому прикладі провести практичні навчання для представників регіональних фінансових відомств.
Актуальним для України є те, що зусилля місцевих органів управління можуть компенсувати чи послабити вплив недоліків загальнодержавного регулювання залучення інвестицій, загального несприятливого інвестиційного клімату, наступні заходи щодо поліпшення якого можуть відбуватися саме на рівні органів самоуправління.
3. Створення комунальних інвестиційних банків з напрямками діяльності — інвестування проектів розбудови економічної та соціальної інфраструктури.
Такі проекти здатні здешевити вартість транспортних, комунікацій них послуг, вартості енергоресурсів і сприяти здешевленню продукції та послуг, які виробляються у підприємництві, інвестування проектів малого бізнесу, перспективних з економічної точки зору та таких, що розглядатимуться як пріоритетні завдання економічного розвитку регіонів.
4. До активу можливостей місцевих органів управління можна віднести розробку програм з розвитку регіонів з визначенням пріоритетних галузей і підприємств та заходи стимулювання інвесторів. Така програма має враховувати науковий потенціал регіону, структуру промисловості, соціальну структуру населення регіону, його географічне становище.
За результатами створеної програми слід вести пошук інвесторів, розвиваючи зовнішні зв'язки регіону з іншими регіонами держави на рівні підприємств, фінансових компаній, регіональної влади, центральної влади; а також з регіонами та підприємствами інших країн.
Враховуючи також можливості органів місцевого самоуправління щодо регулювання рівня місцевих податків та зборів, а також пільгового надання комунальної власності у користування, можна очікувати, що продумана інвестиційна політика на місцевому рівні здатна пожвавити процес економічного розвитку.
Інвестиційна політика є пріоритетним завданням економічної політики держави на шляху до перетворення короткотермінового зростання на позитивну тенденцію економічного оздоровлення держави. Окремі нескоординовані та непрораховані кроки держави у цьому напрямку не здатні поліпшити кардинально ситуацію із залучення інвестицій в економіку, а інколи навіть негативно впливають на її розвиток. Податкові канікули, скасування боргів щодо сплати податків лише підривали фіскальні інтереси держави та довіру вітчизняного капіталу до неї. Навіть стабілізація грошової одиниці не вплинула на приток інвестицій в країну. Тому доцільніше впроваджувати комплексну державну програму забезпечення економічного розвитку, де кожен з напрямків дій відіграватиме важливу роль, а кожен з елементів програми впливатиме (прямо чи опосередковано) як на кінцеву мету, так і на інші елементи і в цілому залежатиме від них.
В основу програми має бути покладений принцип підтримки усіх можливих джерел інвестицій незалежно від походження (банківські, приватні, державні, вітчизняні, зарубіжні) завдяки встановленню однаково сприятливих умов для них[джерело?]. Напрямки створення таких умов визначаються політичною волею держави, законотворчими змінами у фінансовому, банківському та податковому законодавстві та організаційними заходами як з боку державних органів влади, так і органів місцевого самоврядування. Останні набувають дедалі більшої ваги у політичному та економічному житті країни. їхня роль в організаційних заходах щодо залучення інвестицій у подальшому не лише не скорочуватимуться, а будуть дедалі активнішими відповідно до компетенції та ролі місцевих органів влади у реалізації державних програм, у тому числі й економічному розвитку. Від взаєморозуміння та взаємодій двох рівнів влади — державної та місцевої — багато в чому залежить економічне майбутнє нашої країни.